# Inner Song
Inner Song je druhé studiové album velšské hudebnice Kelly Lee Owens. Vydáno bylo 28. srpna roku 2020 společností Smalltown Supersound. Kromě autorských písní deska obsahuje coververzi písně „Arpeggi“ anglické kapely Radiohead. Coby host se na albu podílel další velšský hudebník John Cale.

## Pozadí
Nahrávání alba probíhalo z převážné části ve studiu hudebníka Daniela Averyho ve městě Margate na jihovýchodě Anglie. Většina alba byla nahrána během jednoho měsíce v zimě předcházející vydání alba.

## Vydání

### Singly
První píseň z alba, nazvaná „Melt!“, byla zveřejněna 25. února 2020. Ke skladbě byl natočen i abstraktní videoklip, který režírovala Laneya Billingsley. V červenci 2020 vyšel remix této písně od Cobyho Seye. Druhou zveřejněnou písní byla 22. dubna 2020 skladba „Night“. Jako třetí vyšla 24. června 2020 píseň „On“, doprovázená videoklipem od norského režiséra Kaspera Häggströma. Čtvrtá skladba, poslední zveřejněná před vydáním celé desky, „Corner of My Sky“ s hostujícím Johnem Calem, byla vydána 4. srpna 2020. I k této byl natočen videoklip, opět v Häggströmově režii, vydaný 23. září 2020. Kromě zpěvačky v něm vystupuje ještě další Velšan, herec Michael Sheen. Sheen o účasti na videoklipu prohlásil, že hudbu Kelly Lee Owens již nějaký čas sleduje a účast ve videoklipu, zahrnující tuto „velšskou Svatou Trojici“ (tedy dále Kelly Lee Owens a Johna Calea, s nímž vystupoval již v minulosti), si nemohl nechat ujít.

### Album
Vydání alba bylo oznámeno 25. února 2020. Podle prvotních informací mělo album vyjít 1. května 2020. Později však vypukla pandemie covidu-19 a musely být zavřeny obchody s hudbou. Owens se tedy rozhodla podpořit je a vydání alba odložit na 28. srpen 2020. Server Pitchfork desku v červnu 2020 zařadil mezi 25 nejočekávanějších alb léta 2020. Deska vyšla ve dvou základních formátech, na kompaktním disku a na dvojité gramofonové desce (první strana obsahuje čtyři písně, druhá a třetí tři, čtvrtá je prázdná). Svůj název Inner Song deska dostala podle stejnojmenného alba od amerického jazzového hudebníka Alana Silvy z roku 1972. Podle zpěvačky tato dvě slova, v češtině „vnitřní píseň“, odrážejí to, jaká byla práce na albu. Autorem designu a fotografie na obalu alba je norský umělec Kim Hiorthøy.

## Skladby
Album otevírá instrumentální coververze písně „Arpeggi“ anglické skupiny Radiohead, která původně vyšla na jejím albu In Rainbows (2007) pod názvem „Weird Fishes/Arpeggi“. O písni „On“ zpěvačka prohlásila, že jde patrně o nejintimnější a nejosobnější píseň, jakou kdy napsala. Následuje tříapůlminutová techno píseň „Melt!“, zahrnující samply zvuků bruslí na ledu a tání ledovců. Píseň reaguje na téma globálního oteplování. „Re-Wild“ je pomalá a pulzující píseň, blízká žánru soudobého R&B. Následuje šestiminutová píseň „Jeanette“. Píseň „L.I.N.E.“ (tedy „Love Is Not Enough“) má tradiční popovou strukturu, zpěvaččin hlas je doprovázen převážně jen syntezátorovým pozadím. Na sedmém místě se nachází nejldepší píseň z alba, sedmiapůlminutová „Corner of My Sky“, v níž zpívá o generace starší velšský hudebník John Cale. Ten si celý text, ve kterém se mísí angličtina s velštinou, napsal sám. Hudebnice mu nejprve poslala instrumentální nahrávku a Cale hned při prvním poslechu vymyslel text, a to včetně pasáží ve velštině, což je sice jeho rodný jazyk, který však několik desetiletí nepoužíval. Následuje pětiminutová píseň „Night“, rozdělená do dvou odlišných částí, první je jasnější, v polovině však postupně přechází v temné techno. Na předposledním místo je zařazena pětiminutová rytmická píseň „Flow“, která je postavená na nahrávce bubnu, kterou Owensová pořídila náhodou do svého telefonu, načež se z této nahrávky stal hlavní motiv písně. Album uzavírá píseň „Wake Up“, kterou hudebnice popsala jako „komentář ke swipeové kultuře a digitálnímu věku.“

## Odezva
Publicista Nathan Smith ve své recenzi pro Pitchfork uvedl, že „jen málo umělců je tak schopných spojit teplo a chlad elektronické hudby jako Kelly Lee Owens.“ Ben Jolley ve své pětihvězdičkové recenzi pro magazín NME album chválil jako „perfektně zaranžované“ a dodal, že jde o „emotivní a přesto euforickou sbírku vytvořenou pro noční reflexi“ a nakonec dodal, že „Kelly Lee Owens vytvořila jednu z nejkrásnějších nahrávek roku.“ Evan Lilly ve své celkově velmi pochvalné recenzi pro The Line of Best Fit označil za „zdaleka nejúžasnější okamžik alba“ píseň „Corner of My Sky“.
Magazín Vinyl Me, Please desku zařadil na nečíslovaný žebříček padesáti nejlepších alb roku. Do stejného žebříčku, tentokrát na 27. místo, jej zařadil web Pitchfork. Magazín Stereogum desku zařadil na 21. příčku stejného žebříčku.
Videoklip k písni „On“ byl serverem Pitchfork zařazen na druhou příčku žebříčku sedmi nejlepších videoklipů z června 2020. Videoklip k písni „Corner of My Sky“ byl serverem Pitchfork zařazen mezi osm nejlepších videoklipů vydaných v září 2020. Koncem roku byl pak stejným serverem uveden mezi dvaceti nejlepšími videoklipy celého roku. Samotná píseň „Corner of My Sky“ byla časopisem NME zařazena na 25. příčku padesáti nejlepších písní roku 2020. Časopis Billboard uvedl píseň „Jeanette“ na 21. místě žebříčku 25 nejlepších tanečních písní roku 2020.
V listopadu 2021 album získalo cenu Welsh Music Prize.

## Seznam skladeb
| Pořadí         | Název            | Hudba                                                                 | Text           | Délka |
| -------------- | ---------------- | --------------------------------------------------------------------- | -------------- | ----- |
| 1.             | Arpeggi          | Thom Yorke, Jonny Greenwood, Colin Greenwood, Ed O'Brien, Phil Selway | instrumentální | 4:45  |
| 2.             | On               | Kelly Lee Owens, James Greenwood                                      | Owens          | 5:57  |
| 3.             | Melt!            | Owens, James Greenwood                                                | Owens          | 3:34  |
| 4.             | Re-Wild          | Owens, James Greenwood                                                | Owens          | 3:42  |
| 5.             | Jeanette         | Owens, James Greenwood                                                | instrumentální | 6:14  |
| 6.             | L.I.N.E.         | James Greenwood                                                       | Owens          | 3:47  |
| 7.             | Corner of My Sky | Owens, James Greenwood                                                | John Cale      | 7:27  |
| 8.             | Night            | Owens, James Greenwood                                                | Owens          | 5:10  |
| 9.             | Flow             | Owens, James Greenwood                                                | instrumentální | 4:54  |
| 10.            | Wake-Up          | Owens, James Greenwood                                                | Owens          | 4:26  |
| Celková délka: | Celková délka:   | Celková délka:                                                        | Celková délka: | 49:56 |

## Obsazení
- Kelly Lee Owens – zpěv, instrumentace, produkce
- James Greenwood – produkce
- John Cale – zpěv v „Corner of My Sky“
- Cherif Hashizume – mixing
- Guy Davie – mastering
- Kim Hiorthøy – design a fotografi